# Scotopteryx arrhodea
Scotopteryx arrhodea là một loài bướm đêm trong họ Geometridae.